# Bryant Jennings
Pour les articles homonymes, voir Jennings.
Bryant Jennings est un boxeur américain né le 25 septembre 1984 à Philadelphie en Pennsylvanie.

## Carrière
Passé professionnel en 2010, il devient champion poids lourds des États-Unis le 16 juin 2012 en battant aux points Steve Collins. Ses victoires en 2014 face à Artur Szpilka puis au cubain Mike Perez lui permettent de devenir le challengeur no 1 au classement de la WBC.
Le 25 avril 2015 il perd face au champion du monde de la catégorie Wladimir Klitschko.